# Nomads
Nomads é um filme de terror americano de 1986 escrito e dirigido por John McTiernan, adaptado do romance homônimo de Chelsea Quinn Yarbro. É estrelado por Pierce Brosnan, Lesley-Anne Down e Anna Maria Monticelli. A história envolve um antropólogo francês especialista em nômades que se depara com um grupo de nômades urbanos que se revelam mais do que ele esperava.

## Sinopse
Jean Charles Pommier é um antropólogo francês que viajou pelo globo estudando tribos nômades muda-se para Los Angeles com sua esposa e começa a seguir um grupo de sinistros punks de rua. Mas agora, os nômades — em força e chamas demoníacas — é que o estão estudando e perseguindo.

## Elenco
Abaixo a tabela do elenco:
| Ator                  | Personagem               | Detalhes                 |
| --------------------- | ------------------------ | ------------------------ |
| Pierce Brosnan        | Jean Charles Pommier     | Antropólogo francês      |
| Lesley-Anne Down      | Dra. Eileen Flax         | Médica do pronto-socorro |
| Anna Maria Monticelli | Veronique "Niki" Pommier | Esposa de Jean Charles   |
| Adam Ant              | Número Um                | Um nômade                |
| Mary Woronov          | Mary Dançarina           | Uma nômade               |
| Nina Foch             | Corretora imobiliária    |                          |
| Frances Bay           | Bertril                  | Uma freira               |
| Frank Doubleday       | Lâminas                  | Um nômade                |
| Josie Cotton          | Anel de Prata            | Uma nômade               |
| Jeannie Elias         | Cassie                   |                          |
| Hector Mercado        | Rabo de cavalo           | Um nômade                |

## Produção
Gérard Depardieu foi considerado para o personagem central antes de Brosnan ser escalado para seu primeiro papel principal em um filme. Ele acolheu com satisfação a oportunidade de interpretar um personagem tão diferente de seu papel epônimo em Remington Steele. 
Lesley-Anne Down foi escalada pelo produtor Elliott Kastner e paga US$ 250 mil. Ela diria que o diretor McTiernan "foi excepcionalmente hostil comigo ... Ele não me queria perto daquele filme. Ele queria ser mais hitchcockiano e ter uma loira, ianque tanto faz", acrescentando que McTiernan estava tendo um caso com Anna-Maria Monticelli. Down achou que parte do filme "era muito boa, e parte era claramente estúpido. Eu acredito, se ele tivesse optado por uma situação mais sobrenatural ou fantasmagórica, e não tanto 'Aqui estão essas pessoas que fazem isso', teria sido um filme melhor, mas tornar tudo realidade não funcionou. Ele deveria ter feito um filme de terror sobrenatural direto, e então teria sido bom.

## Recepção critica
No site agregador de críticas Rotten Tomatoes, 36%% das 14 resenhas dos críticos são positivas. A média de classificação é 4,60/10.
Jay Scott, do The Globe and Mail, disse sobre Nomads é: "... um filme sem fôlego e sem autoconsciência (não há nada da estilização autocongratulatória de Blood Simple), o tom alterna maniacamente entre assustar o público e fazê-lo rir. Até o fim. E então, por meio de uma das conclusões mais engraçadas, inteligentes e inesperadas de qualquer filme da história, Nomads sai da cerca em que estava sentado com um salto de bravura." Scott deu crédito a McTiernan, observando que "ele trouxe para seu projeto uma técnica incrivelmente engenhosa. A edição acentuadamente imprevisível, o uso hipnótico da câmera lenta e do rack focus (quando o fundo e o primeiro plano se invertem em clareza), a sinistra música rock – tudo contribui para uma estreia de confiança singular, cheia de diversão e arrepios." 
Roger Ebert, do Chicago Sun-Times, avaliou o filme com 1,5/4 estrelas e escreveu que mesmo que os espectadores se importassem com os personagens, o filme é muito confuso para ser compreendido.  A Variety escreveu: " Nomads evita os dispositivos mais óbvios de tripas rasgadas em favor de sustos visuais dramáticos. [...] Na verdade, tudo parece vir naturalmente em um conto que ainda tem o toque sobrenatural verdadeiro."  Walter Goodman do The New York Times chamou o Innuat de "tão ameaçador quanto o refrão de West Side Story". 
Em seu livro de memórias, Total Recall, Arnold Schwarzenegger afirma que contratou McTiernan para dirigir Predador depois de ver Nomads e ficar impressionado com a atmosfera tensa que McTiernan conseguiu com um orçamento pequeno.